# رامی یوسف
رامی یوسف (انگلیسی: Ramy Youssef؛ زادهٔ ۲۶ مارس ۱۹۹۱) استندآپ کمدین و نویسنده آمریکایی با تبار مصری است. بازی او در مجموعه تلویزیونی رامی برایش یک نامزدی در جایزه گلدن گلوب ۲۰۱۹ به ارمغان آورد.
از فیلم یا سریال‌هایی که او در آن ایفای نقش کرده می‌توان به نگران نباشید، او با پای پیاده زیاد دور نخواهد شد (۲۰۱۸)، بیچارگان (۲۰۲۲) و آقای ربات (۲۰۱۷) اشاره کرد.